# Lota
Lota este un oraș și comună din provincia Concepción, regiunea Bío Bío, Chile, cu o populație de 47.339 locuitori (2012) și o suprafață de 135,8 km2.